# Bob Dietz
Robert Edward Dietz, detto Bob (Indianapolis, 4 dicembre 1917 – Carmel, 24 maggio 1999), è stato un cestista e allenatore di pallacanestro statunitense, professionista nella NBL.

## Carriera
Giocò per quattro stagioni nella NBL, disputando complessivamente 111 partite con 4,6 punti di media.